# David Lloyd George

Escudo del 1° conde Lloyd-George

David Lloyd George, I Conde Lloyd-George de Dwyfor, (Mánchester, 17 de enero de 1863-Gwynedd, Gales, 26 de marzo de 1945) fue un político británico, primer ministro entre 1916 y 1922,  durante la última etapa de la Primera Guerra Mundial y los primeros años de la posguerra.

## Biografía
Nació en Mánchester el 17 de enero de 1863, en el seno de una familia galesa, hijo de un maestro rural. Se crio en el condado de Caernarvon y trabajó como pasante de un despacho de abogados en su juventud. Participó en la política galesa desde que comenzó a ejercer la abogacía y fue elegido diputado por el Partido Liberal en la Cámara de los Comunes en 1890. Defendió una política radical en materia social, apoyó el nacionalismo galés y se opuso a la intervención británica en las guerras anglo-bóer. 
En 1905 fue nombrado ministro de Comercio del Gobierno liberal y pasó a ser ministro de Hacienda en 1908. Presentó un presupuesto en 1909 en el que se asignaba una gran partida para proyectos sociales, por lo que tuvo que hacer frente a la rotunda oposición de los conservadores y de la Cámara de los Lores, que finalmente lo rechazaron. En 1909 pronunció un discurso en el distrito de Limehouse para defender su presupuesto y censuró firmemente la postura de sus adversarios. 
Poco después, se aprobó la Ley Parlamentaria de 1911, que prohibía a la Cámara de los Lores su veto sobre los proyectos de ley presupuestarios, y se adoptaron muchas de las reformas propuestas por Lloyd George, como la creación de un sistema de seguros sociales de enfermedad, invalidez y desempleo, que han sido consideradas como la base en que años más tarde se asentaría en su país el llamado estado de bienestar.

### Primera Guerra Mundial
En 1914, a comienzos de la Primera Guerra Mundial, continuó dirigiendo el Ministerio de Hacienda; afianzó el crédito del Reino Unido de Gran Bretaña e Irlanda y procuró que la situación económica del país fuera lo suficientemente estable como para resistir el esfuerzo bélico. Pasó a ser ministro de Armamento en 1915 y de la Guerra en 1916. Propuso que el gabinete ministerial fuera más restringido y eficaz mientras continuara la guerra y que se estableciera la prioridad absoluta de los asuntos bélicos. 
El primer ministro liberal, Herbert Henry Asquith, presentó su dimisión en diciembre de 1916 y Lloyd George pasó a ocupar su puesto en un gobierno de coalición con los conservadores. Creó el gabinete de guerra imperial restringido a cinco miembros y luchó por un mando unificado en el bando aliado, que finalmente consiguió en la primavera de 1918. Otra decisión importante de por entonces fue la orden dada al general Edmund Allenby para tomar Jerusalén, objetivo que se cumplió a finales de 1917. 
Durante el primer trimestre de ese año afrontó la oleada alemana de la guerra submarina irrestricta, que estuvo a punto de llevar a los aliados al borde del colapso. La adopción del sistema de convoyes, al que en principio era contrario, se emplearía con gran éxito a partir de mayo de 1917.
Lloyd George aplaudió la caída del zar en marzo de 1917. Un ministro del nuevo gobierno ruso sugirió que Gran Bretaña diera asilo al monarca depuesto, a lo que el primer ministro se negó. 
En el verano de 1917, aprobó de mala gana una ofensiva en Flandes (la tercera Batalla de Ypres), que culminaría en la gran ofensiva de Passchendaele. Sin embargo, los resultados obtenidos fueron muy escasos para el gran coste en vidas que supuso. Algunos le culparían de haberla permitido aun sabiendo que fracasaría con el único fin de desacreditar a los generales británicos y mantenerlos bajo control. 
En diciembre de 1917 pidió a la Cámara de los Comunes que permitiera el reclutamiento de más hombres, alegando la retirada del Imperio ruso de la guerra y el desastre italiano en Caporetto. Conseguiría sacar adelante su posición tras negociar con los sindicatos que tras la guerra Alemania pagaría compensaciones y se la despojaría de sus colonias entre otras  concesiones. 
A comienzos de 1918, tras muchas resistencias, logró imponer el racionamiento de algunos productos básicos como la carne, el azúcar y la mantequilla. Aquello originó nuevas protestas de una militancia sindical que se había disparado durante la guerra. 
La ofensiva alemana de la primavera de 1918 lo llevó a imponer el reclutamiento obligatorio también en Irlanda, que se había sublevado en la Semana Santa de 1916. Aquello daría alas a una nueva revuelta, apoyada por los obispos irlandeses, que promovieron la insumisión. Muchos irlandeses ingresararían en el Sinn Féin, la principal fuerza independentista. 
Finalmente la ofensiva alemana pudo contenerse gracias a la ayuda de las tropas recién llegadas de Estados Unidos durante la Ofensiva de los Cien Días, que fue preludio de la derrota definitiva de noviembre.
Poco después del armisticio, convocó elecciones para diciembre de 1918, que ganó con una amplísima mayoría.

### Versalles y el gobierno de la posguerra

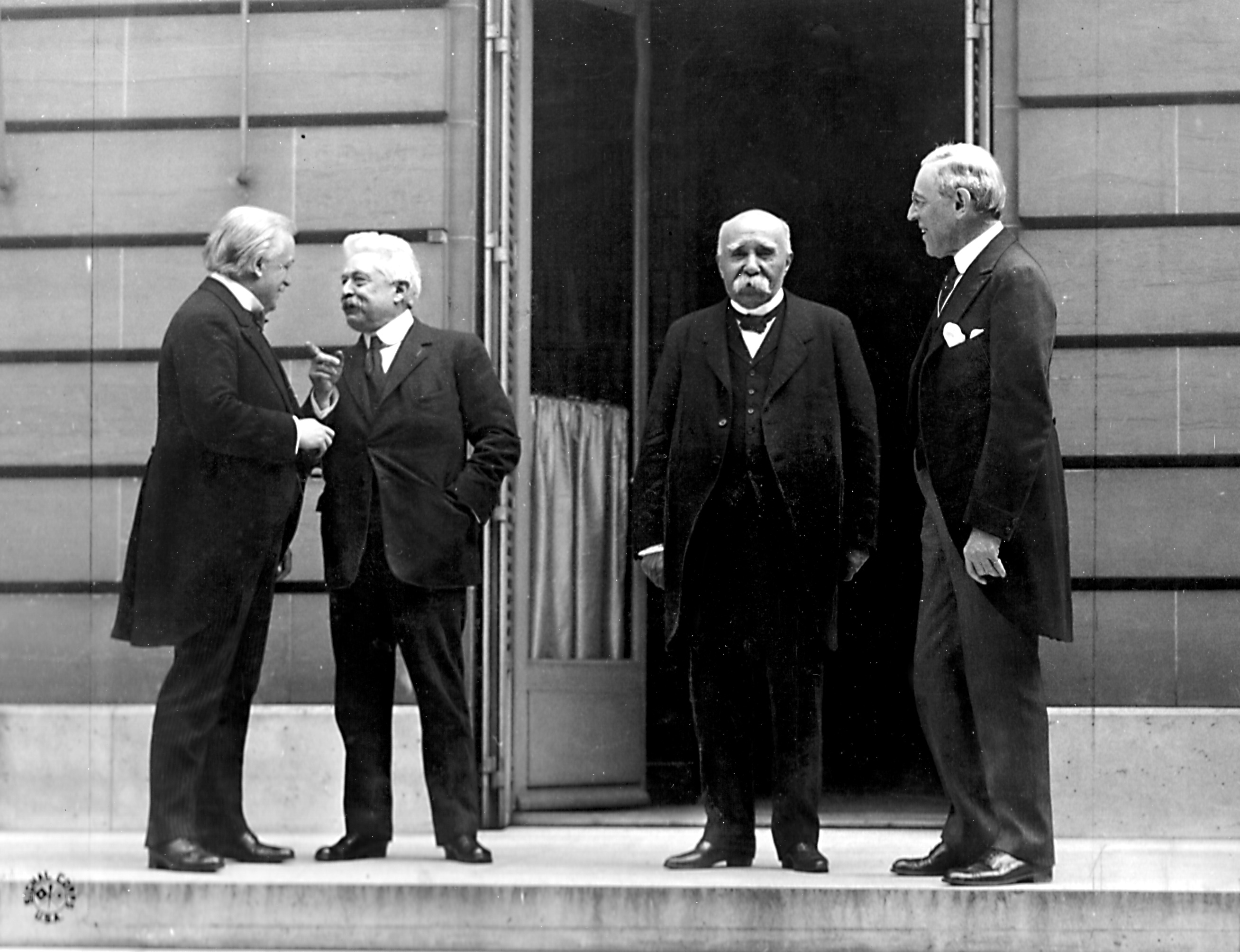
Lloyd George (primero desde la izquierda) al tratado de Versalles.

Acabado el conflicto, participó en la Conferencia de Paz de París, iniciada en enero de 1919, y en la elaboración del Tratado de Versalles, acordado en junio de ese año. George contribuyó decisivamente a que el tratado adquiriera un fuerte tinte antigermano. 
También presentó un proyecto de Home Rule para Irlanda en 1920 que permitió dos años después la proclamación del Estado Libre de Irlanda, tras la firma en 1921 del Tratado anglo-irlandés. 
Durante los años de la posguerra se aprobaron diversas reformas, como la Ley de Educación de 1918 (que ampliaba la enseñanza obligatoria y pos-obligatoria), la Ley de Viviendas y Urbanismo de 1919, que facilitaba la construcción de casas baratas, la Ley de Seguros de Paro de 1920, que ampliaba los seguros ya existentes a todos los trabajadores, diversas leyes que ampliaban las pensiones y los seguros sanitarios (esto último se complementó con la creación de un nuevo Ministerio de Sanidad), diversas leyes que limitaban el trabajo de los menores de edad, y especialmente las leyes que aprobaban el sufragio femenino y permitían a las mujeres ser diputadas. 

### Venta de títulos nobiliarios y dimisión
David Lloyd George usó la venta de títulos nobiliarios para llenar las arcas de su partido, escuálido tras la Gran Guerra. Los conservadores abandonaron el gobierno de coalición en 1922 en protesta por el Home Rule irlandés y por el apoyo que Gran Bretaña brindó a Grecia en su guerra contra los turcos. Lloyd George dimitió y se convocaron unas elecciones generales que dieron la victoria a los Conservadores. Una vez rota la coalición gobernante por las desavenencias políticas que obligaron a Lloyd George a dimitir, los antiguos socios conservadores arremetieron contra las operaciones con honores y títulos y aprobaron la llamada Acta de Honores (prevención de abusos) en 1925, que pasó a ilegalizar estas ventas.

### Final de su carrera
Antes de las nuevas elecciones de 1923, zanjó sus viejas rencillas con Asquith,  reunificando el partido Liberal y le permitieron presentar un frente unido contra el proteccionista Stanley Baldwin. Sin embargo, en las elecciones de 1924, aunque Lloyd George fue reelegido, los liberales fueron barridos, quedando como un minúsculo grupo en la Cámara de los Comunes, del que fue elegido portavoz.
En 1926 fue elegido para sustituir a Asquith como jefe Liberal y financió de su bolsillo a diversos candidatos así como la edición de folletos en las que se proponían ideas para reducir el paro (ayudado aquí por economistas como John Maynard Keynes). Su ardua labor le permitió aumentar su apoyo en las elecciones de 1929, pero no lo bastante para recuperar su hegemonía en la Oposición, que pasó a manos del partido Laborista por primera vez. Finalmente, acabaron dando su apoyo al nuevo gobierno del laborista Ramsay MacDonald.
En 1931, por enfermedad no pudo unirse al gobierno de la gran coalición que se formó entonces. En las elecciones subsiguientes intentó presentarse por su cuenta pero fracasó, consiguiendo solo unos pocos escaños. Como resultado, durante los años 30 Lloyd George quedó al margen de la política británica aunque todavía era famoso a los ojos del gran público. Fue elegido presidente del London Welsh Trust en 1934, puesto que desempeñó durante un año.
Cuando Hitler ascendió al poder, Lloyd George simpatizó con él, llamándole «el más grande alemán vivo», visitándole en el otoño de 1936 y elogiando sus obras públicas. Sin embargo tras estallar la Segunda Guerra Mundial, en mayo de 1940 un discurso suyo en la Cámara minó la posición de Neville Chamberlain y facilitó el ascenso de Churchill. 
El 1 de enero de 1945 se le concedió el título de conde Lloyd-George de Dwyfor con el subsidiario de vizconde Gwynedd.

### Muerte
Lord Lloyd George de Dwyfor no vivió lo suficiente para ocupar el escaño en la Cámara de los Lores al que su título le daba derecho, y murió de un tumor cerebral el 26 de marzo de 1945. Fue enterrado junto al río Dwyfor, en Llanystumdwy, Gales.

## Obras
- ¿Hacia dónde vamos? (1923)
- Hondas y flechas (1929)
- La verdad sobre el Tratado de paz (1938).